# نهر سان سميث
نهر سان سميث ينبع من جبال كلاماث إلى المحيط الهادئ في مقاطعة ديل نورتي في أقصى شمال غرب كاليفورنيا على الساحل الغربي للولايات المتحدة. يبلغ طول النهر 25.1 ميل (40.4 كم) وكلها داخل مقاطعة ديل نورتي تتدفق عبر نهر روج - غابة سيسكيو الوطنية وغابة الأنهار الستة الوطنية.